# DePrimoMaggio
DePrimoMaggio è il quarto album in studio del rapper italiano Frankie hi-nrg mc, pubblicato il 29 febbraio 2008 dalla BMG.

## Descrizione
Uscito durante il Festival di Sanremo 2008, DePrimoMaggio è composto da dieci brani, di cui, come consuetudine per l'artista, alcuni "parlati". L'album è stato lanciato dal brano Rivoluzione, presentato a Sanremo e dal rispettivo videoclip sui canali musicali, in cui compaiono Roy Paci ed Enrico Ruggeri.
La versione digitale dell'album è stata presentata in due edizioni. La prima, distribuita sull'iTunes Store, contiene come bonus track la versione strumentale di Rivoluzione, mentre la seconda, scaricabile per un periodo di tempo dal sito di Radio Deejay, include due bonus track strumentali alternative dei brani Call-Center e Squarto uomo.

## Tracce
1. Pugni in tasca
2. Direttore (feat. Giorgia)
3. Rivoluzione (feat. Roy Paci e Enrico Ruggeri)
4. Chicco e Spillo (feat. Samuele Bersani)
5. Precariato (feat. Paola Cortellesi)
6. Anoniman
7. Il giocattolo
8. Mattatoy (feat. Gianluca Nicoletti)
9. Squarto uomo
10. Call-center (feat. Ascanio Celestini)

Traccia bonus nell'edizione deluxe di iTunes
1. Rivoluzione (Instrumental)

Tracce bonus nell'edizione alternativa di iTunes e di Radio Deejay
1. Call-center (feat. Ascanio Celestini) (Deejay Alternative Instrumental)
2. Squarto uomo (Deejay Alternative Instrumental)

## Classifiche
| Classifica (2008) | Posizione massima |
| ----------------- | ----------------- |
| Italia            | 41                |